# 5297 Schinkel
5297 Schinkel este un asteroid din centura principală, descoperit pe 29 septembrie 1973, de Cornelis van Houten și Tom Gehrels.